# Вальтер Ґрайнер
Ва́льтер Ґра́йнер (нім. Walter Greiner; 29 жовтня 1935, Нойенбау, Юденбах, Тюрингія, Третій Рейх — 5 жовтня 2016) — німецький фізик, що працював у галузі теоретичної ядерної фізики і фізики важких іонів, автор багатотомного курсу теоретичної фізики.

## Життєпис
Вальтер Ґрайнер народився 29 жовтня 1935 рок у Ноєнбау (тепер у складі общини Юденбах, район Зоннеберг, Тюрингія). У 1956 році він вступив до Франкфуртського університету імені Йоганна Вольфганга Гете, де вивчав фізику та математику, а у 1958 році закінчив його, здобувши ступінь бакалавра. У 1960 році Ґрайнер отримав ступінь магістра у Дармштадтській вищій технічній школі, захистивши кваліфікаційну роботу під назвою «Плазмові реактори».
У 1960—1962 роках Ґрайнер працював у Фрайбурзькому університеті. Там же у 1961 році він захистив дисертацію на тему «Ядерна поляризація в мюонних атомах» (нім. Die Kernpolarisation in μ-Mesonenatomen), його науковим керівником був Ганс Маршалл. У 1962—1964 роках Ґрайнер був співробітником Університету Меріленду обіймаючи посаду асистента.
У 1964 році Ґрайнер прийняв пропозицію очолити кафедру теоретичної фізики Франкфуртського університету, і з січня 1965 року став професором цього університету. У 1965—1995 роках він був директором Інституту теоретичної фізики Франкфуртського університету, а у 2001—2002 роках — деканом фізичного факультету. У 2003 році, разом з Вольфом Зінґером, виступив співзасновником Франкфуртського інституту перспективних досліджень.

## Наукові здобутки
У 1960-х роках Вальтер Ґрайнер провадив дослідження, пов'язані з островами стабільності ізотопів надважких елементів, а також з кількісним описом властивостей надважких ядер. Отримані результати стали важливим внеском у фізику важких іонів, а також у роботи, пов'язані із синтезом нових елементів.
Низка його робіт була присвячена розвитку квантової електродинаміки сильних та надкритичних полів. Зокрема, він досліджував спонтанний розпад електрон-позитронного вакууму у надкритичних електричних полях, надважкі квазімолекули, дельта-електронну та позитронну емісію при зіткненнях важких іонів важких іонів.
Протягом останніх років життя його увага була прикута до дослідження гарячої та щільної ядерної матерії та можливого в ній фазового переходу, розширення таблиці Менделєєва у нових напрямах — дивність та антиматерія, створення щільних кластерів матерії та антиматерії.
Ґрайнер був автором понад 700 статей у наукових журналах, а також низки книг. Зокрема, його 14-томний курс теоретичної фізики, що виданий німецькою мовою й перекладений іншими мова й англійською у тому числі, став класичним підручником з ядерної фізики. Понад 40 його колишніх студентів очолили кафедри чи обійняли професорські посади у наукових закладах світу.

## Нагороди, премії та почесні звання
- Медаль і премія Макса Борна (1974)[9].
- Премія Отто Гана (1982)[10].
- Почесний член Фізичного товариства імені Лоранда Етвеша[hu] (1989)[11].
- Почесний член Румунської академії (1992)[12].
- Медаль Александра фон Гумбольдта[en] (1998)[13].
- Офіцер Ордену Академічних пальм (1999)[13].
- Член Академії наук Катанії[it] (2001).
- Почесний професор Цзіліньского університету[en] (2001).
- Премія Лізи Мейтнер[en] (2008)[14].
- Почесний доктор Вітватерсрандського університету (1982), Пекінського університету (1990), Тель-Авівського університету (1900—1991), Університету Луї Пастера (1991), Бухарестського університету (1992), Дебреценського університету (1997), Нантського університету (2001), Національного автономного університету Мексики (2001), Санкт-Петербурзького державного університету (2002), Об'єднаного інституту ядерних досліджень (2003) та Інституту теоретичної фізики імені Н. Н. Боголюбова НАН України (2003)[6].

### Курс теоретичної фізики
- Том 1: W. Greiner. Klassische Mechanik I (Kinematik und Dynamik der Punktteilchen, Relativitätstheorie), Harri Deutsch, 1974 (8-е видання — 2008).
- Том 2: W. Greiner. Klassische Mechanik II (Teilchensysteme, Lagrange-Hamiltonsche Dynamik, nichtlineare Phänomene), Harri Deutsch, 1974 (8-е видання — 2008).
- Том 2a: W. Greiner, H. Stöcker. Hydrodynamik, Harri Deutsch, 1978 (3-е видання — 1987).
- Том 3: W. Greiner. Klassische Elektrodynamik, Harri Deutsch, 1975 (7-е видання — 2008).
- Том 3a: W. Greiner, J. Rafelski. Spezielle Relativitätstheorie, Harri Deutsch, 1984 (2-е видання — 1989).
- Том 4: W. Greiner. Quantenmechanik I (Einführung), Harri Deutsch, 1975 (6-е видання — 2005).
- Том 4a: W. Greiner. Quantentheorie (Spezielle Kapitel), Harri Deutsch, 1980.
- Том 5: W. Greiner, B. Müller. Quantenmechanik II (Symmetrien), Harri Deutsch, 1979 (4-е видання — 2005).
- Том 6: W. Greiner. Relativistische Quantenmechanik (Wellengleichungen), Harri Deutsch, 1981.
- Том 7: W. Greiner, J. Rafelski. Quantenelektrodynamik, Harri Deutsch, 1984 (2-е видання — 1995).
- Том 7a: W. Greiner, J. Rafelski. Feldquantisierung, Harri Deutsch, 1993.
- Том 8: W. Greiner, B. Mueller. Eichtheorie der schwachen Wechselwirkung, Harri Deutsch, 1986 (2-е видання — 1995).
- Том 9: W. Greiner, L. Neise, H. Stöcker. Thermodynamik und  Statistische Mechanik, Harri Deutsch, 1984 (2-е видання — 1993).
- Том 10: W. Greiner, A. Schäfer. Quantenchromodynamik, Harri Deutsch, 1989, ISBN 3-87144-710-2.
- Том 11: W. Greiner, J. Maruhn. Kernmodelle, Harri Deutsch, 1995.

### Інші книги
- J. M. Eisenberg, W. Greiner. Nuclear theory 1: Nuclear models. Collective and single particle phenomena, North Holland, 1970.
- J. M. Eisenberg, W. Greiner. Nuclear theory 2: Excitation mechanisms of the nucleus, North Holland, 1970.
- J. M. Eisenberg, W. Greiner. Nuclear theory 3: Microscopic theory of the nucleus, North Holland, 1972.
- W. Greiner, B. Müller, J. Rafelski. Quantum Electrodynamics of strong fields: With an introduction to modern relativistic quantum mechanics, Springer, 1985, ISBN 978-3642822742.